# ルパン三世VS名探偵コナン THE MOVIE
『ルパン三世VS名探偵コナン THE MOVIE』（ルパンさんせい ヴァーサス めいたんていコナン ザ・ムービー）は、2013年12月7日に公開された日本のアニメ映画で、モンキー・パンチ原作の『ルパン三世』（以降『ルパン』）と青山剛昌原作の『名探偵コナン』（以降『コナン』）のクロスオーバー作品である。上映時間は107分。興行収入は42億6,000万円。
本作は下記に記した複数の周年記念映画でもある。
- 日本テレビ開局60周年（現在における『ルパン三世』の発信局）
- 読売テレビ開局55周年（『名探偵コナン』の発信局。過去には『ルパンTVアニメ第1シリーズ』『第3シリーズ』を製作・放送した実積もある）
- トムス・エンタテインメントアニメ制作50周年（両作品のアニメを前身である東京ムービー時代から一貫して制作し続けてきたプロダクション）
- 『ルパン三世』連載45周年
- 『名探偵コナン』連載20周年記念

第37回日本アカデミー賞優秀アニメーション作品賞受賞作品。
キャッチコピーは、 「決着（ケリ）つけようぜ―。」「奇跡の対決、開幕―」「この世に 解けない謎 盗めない宝は … 塵ひとつ存在しねぇ!!」 「幻の秘宝を巡る大事件発生! 熱狂的な大歓声の中、激突するルパンとコナン。アクション×ナゾトキの真骨頂! この冬、たったひとつの真実が、あなたの心を盗み出す!」「12.7 SAT 米花町にルパン三世、現る。」「今世紀最大の宿命の対決（ヴァーサス）」「やっぱ、ルパコナでしょ。」。

## 概要
2009年3月27日に放送されたテレビスペシャル『ルパン三世VS名探偵コナン』（以降「前作」）が好評だったことを受け、企画された。ストーリーとしては単独で起きた事件であるが、前作の続編として位置づけられているうえ、劇場版『コナン』の時系列上では、2013年に公開された第17作『名探偵コナン 絶海の探偵』と2014年に公開された第18作『名探偵コナン 異次元の狙撃手』の間に位置することが、本作の終盤におけるルパンの発言から示唆されている（映画館では『ルパン三世VS怪盗キッド』の偽予告の後に『劇場版名探偵コナン 異次元の狙撃手』の予告編も上映されたが、DVD並びにBDに収録されなかった）。
『ルパン』としては、1996年に上映された第6作『ルパン三世 DEAD OR ALIVE』以来17年半ぶりの新作映画であるとともに、2011年に石川五ェ門・峰不二子・銭形警部の各声優陣が変更されてから初の映画でもある。『コナン』の方も、2009年に毛利小五郎の声優が変更されており、両作共に一部のキャストを変更してから初の共演となる。また、本作を『コナン』の劇場版作品として数えると、年に2本公開されたのは初のことである。
監督は前作から引き続き亀垣一が、ほぼ全パートの絵コンテも合わせて担当している。
ゲストキャラクターについては、前作では王室の一部人物が『コナン』側のデザインで登場していたが、本作では後述する関係から、すべて『ルパン』側のデザインで登場している。
前作に引き続き、本作の脚本を担当した前川淳は、文化放送・超!A&G+によるインターネットラジオ番組『諏訪道彦のスワラジ』にゲストとして登場した際、本作の脚本の執筆は1年かけて2012年10月に完了させたことを明かした。
本作では、『コナン』の原作者である青山剛昌が積極的に制作に参加している。青山は、アイデア提供や演出、一部の絵コンテも担当し、モンキー・パンチによる原作『ルパン』のハードボイルドな雰囲気が少しでも出るよう工夫した旨を明かしており、前作ではほとんど描かれなかった銃撃シーンも多く登場する。
音楽は『ルパン』のテレビ第2シリーズ放送開始から現在まで『ルパン』音楽を制作・担当し続けている大野雄二による55曲、『コナン』のテレビシリーズ放送開始から現在まで『コナン』音楽を制作・担当し続けている大野克夫による47曲の全102曲であり、全曲とも新規書き下ろしである。
前作では安定したストーリーを目指した脚本づくりもあり、『ルパン』の世界観に『コナン』の人物が登場するという趣向で『コナン』の人物が絞られ、あまり登場しなかったが、本作では『コナン』の世界観に『ルパン』の人物が登場するという前作と逆転した趣向と劇場版ならではの豪華さを追求し、前作では未登場だった少年探偵団や怪盗キッド（黒羽快斗）、警察関係者など劇場版『コナン』のレギュラー陣が数多く登場する。劇場版『コナン』への登場自体が初のキャラクターも多く、第10作『名探偵コナン 探偵たちの鎮魂歌』に姿だけ登場した宮本由美が本格的初登場となり、本作公開当時におけるアニメ初登場から日の浅い三池苗子も共に初登場しているほか、FBI捜査官のジョディ・スターリングとジェイムズ・ブラックが、翌年公開の第18作『異次元の狙撃手』に先駆けて初登場した。劇場版『コナン』シリーズの恒例となっている「阿笠博士のダジャレクイズ」は本作でも行われているが、もう一つの「工藤新一と毛利蘭の過去のエピソード」は無かった。そのため、コナンの正体である工藤新一としての出番はきわめて少なく、冒頭の解説を除けばシルエットで登場するのみにとどまり、新一役の山口勝平による台詞は一言もなかった。これは劇場版『コナン』シリーズ史上初めてであり、山口は怪盗キッドこと黒羽快斗役のみ演じた。服部平次と大滝悟朗も、同年公開の『絶海の探偵』に続く劇場版シリーズ連続登場となるが、エピローグに1シーン登場するのみで台詞はない。
オープニングはコナンが『ルパン』側を、ルパンが『コナン』側を紹介する構成になっており、『ルパン』側の人物紹介は、同作のパイロット版をリメイクしたものとなっている一方、『コナン』側の人物紹介は、同作の劇場版シリーズでお馴染みの映像を本作のために新たに描き起こしたものになっている。また、本編の台詞回しや一部シーンでは、『ルパン』のテレビ第1シリーズを意識した演出も見られる。

## あらすじ
ある日、月島の宝石店に怪盗キッドがダイヤを盗みに入るが、本物のキッドである黒羽快斗はその様子を「誰だあいつ」と怪訝そうにうかがっていた。
江戸川コナンはスケボーに乗ってキッドを追跡するが、あと一歩のところで突如現れた何者かにスケボーを真っ二つにされ、取り逃がしてしまう。その手口から、コナンはルパン一味の石川五ェ門が斬鉄剣でスケボーを切断した事や、キッドがルパン三世の変装であった事に気付く。一方、追跡を振り切ったルパンはアラン・スミシーという謎の男に連絡を取る。峰不二子を人質に取られたルパンは、テストとしてキッドに変装して盗みをさせられていたのだ。
翌日、コナンは少年探偵団と阿笠博士の家に居た。コナンがルパンの日本滞在理由を思案していた時、テレビで海外の人気アイドル・エミリオが来日したというニュースが流れ、少年探偵団はエミリオに釘付けになるが、そのニュース映像にかつてヴェスパニア王国の事件捜査でコナンと手を組んだルパン一味の次元大介の姿を見付けたコナンは、ルパン一味が何かを企んでいると睨む。同じ頃、米花町の銀行の金庫で厳重に保管されている宝石「チェリーサファイア」を頂くという、ルパンからの予告状が警察へ届き、万全の態勢を敷いて待ち構える銭形と佐藤、高木だったが、ルパンにまんまと出し抜かれ、町を滅茶苦茶にされた挙句チェリーサファイアを奪われてしまった。
その頃、鈴木財閥の情報力を利用、園子はエミリオの宿泊するホテルを突き止め、蘭、コナン、そしてクラウディア目当ての小五郎は園子と共にホテルへ押し掛けるが、4人はそこでエミリオの日本公演が何者かによって脅迫されている事を知る。エミリオはホテルを抜け出し、嫌がる蘭と乗り気の園子を連れてベルツリータワーへ遊びに行く。コナンは1人ホテルに残り、エミリオへの脅迫の真相や次元の目的を探っていたが、やがて次元と合流。そこでコナンは蘭からの連絡をうけ、同時に次元はクラウディアからの連絡を受けて、2人はタワーに向かう。
一方、展望台で蘭と園子を撒いたエミリオは、展望台上部の立ち入り禁止区域で腰掛け、夜景を眺めていた。蘭の説得によりそこから戻ろうとしたエミリオは突風に吹き飛ばされ、一度は転落しかけたが、蘭、次いで園子が駆けつけ、辛うじてぶら下がる。なおも危機的状況に置かれた3人を、タワーに到着したコナンと次元が救出する。
ホテルに戻ったエミリオはクラウディアから厳しい叱責を受けるが、ベルツリータワーでの一件を通じて、気持ちを切り替え、ライブへの意欲を見せる。その頃、単独でルパンのアジトを突き止める事に成功した3人の少年探偵団はアジトに乗り込むが、あっさりと五ェ門に一服盛られて眠らされてしまう。3人は不二子によって阿笠博士の家へ返されるが、代わりに拉致同然に同行させられた灰原は、豪華なホテルで下にも置かない待遇を受け、浴室で永遠の若さを叶えるという薬アポトキシンに関する情報を求められる。
ライブ前日、スタッフ達は本番への準備に大忙しの中、クラウディアはエミリオがまだ無名だった頃を蘭に語る。その頃、チェリーサファイア捜索を続けていた銭形達は、ルチアーノが小物のマフィアと密輸業者という顔を持ち、彼が日本で何らかの取引を計画している事を知るが、情報を得てもルパンの目的は不明のままライブ当日を迎えてしまう。
クラウディアからの情報によって、アラン・スミシーなる人物とルチアーノが接触するだろう事を予想して銭形達は網を張るが、裏をかかれライブ会場から抜け出されてしまう。同じ頃、独自にルパンを追っていたコナンは「ある場所」へ向かっていた。
アランとルチアーノの取引が行われる場所である羽田空港旧整備地区では、アランとルチアーノが互いに挨拶を済ませるが、ルチアーノの条件がチェリーサファイアではないと知り、アランは動揺する。その瞬間、ルパンが現れ、更にFBIを引き連れたコナンも登場し、混戦模様となる中、ルパンを狙う銃口からルパンを庇った事でコナンが負傷してアランの人質となってしまい、チェリーサファイアとコナンの双方を手に入れたアランは飛行機で逃走を図る。遅れてやって来た不二子の助けを借りてアラン達の乗る飛行機に飛び移ったルパンはコナンと合流し、2人はタッグを組む事になった。
ルチアーノの暴挙により墜落の危機に陥った飛行機は、辛うじて体勢を立て直す事には成功したものの、パイロットは死亡し、アランも瀕死の状態になっていた。飛行機の応急操縦と機器の修理をしながら真実が語られるが、ヴェスパニア鉱石を表沙汰にしたくないヴェスパニアとジランバより日本へ「航空機撃墜要請」がなされていたため、防空司令部より2人が乗る飛行機の撃墜命令が出され、航空自衛隊のF-15J戦闘機が輸送機への攻撃を開始する。スパローによる最初の攻撃は辛くも回避したものの、回避手段のチャフも撃ち尽くして絶体絶命の状態に陥ってしまい、最後の手段として、ヴェスパニア鉱石から作ったチェリーサファイアを使って危機を脱する作戦を決行する。
機体損傷によって極限まで追い詰められた2人だったが、コナンの機転とルパンの操縦技術によって作戦は成功し、攻撃を回避。しかし飛行機とともに、真相は全て海の中へと沈んでしまった。
後日、目的の一つであるヴェスパニア鉱石が他国に渡る事を阻止する事には成功したものの、奪還自体には失敗してしまったルパンは、手ぶらで帰るわけにはいかないと美術館に潜入し、お宝を頂こうとするが、そのお宝は勝手に名を騙った仕返しで既にキッドに盗まれた後であり、更に銭形や服部らに現場に踏み込まれ、追いかけっこを始めたところで物語は終わる。

## 登場人物

### 『ルパン三世』からの登場人物

#### メインキャラクター
全員が前作の時点でコナンや蘭と面識があり、銭形以外はコナンと灰原の素性を知っている。
ルパン三世
声 - 栗田貫一
『ルパン』の主人公。かの名高き怪盗アルセーヌ・ルパンの孫で、自らも世界的な大怪盗かつ変装の達人。
チェリーサファイアを盗もうと来日するが、その裏ではある目的のために暗躍する。対人発砲や悪人の共倒れを狙おうとする容赦のなさが描かれ、コナンの推理で追い詰められるも次の手を打とうとするなど相変わらず用意周到だが、自分を庇って負傷しアランとルチアーノに捕まったコナンの救出に輸送機へ乗り込む。
次元大介
声 - 小林清志
コンバットマグナムを使う射撃の名手でルパンの相棒。
前作での経緯を「カリスマ教官」と評され、エミリオのボディーガードとして雇われる。
接触してきたコナンには、前作で親子のフリをした時同様に「パパ」と呼ばれ（焦っている時などに新一の口調で「おっさん」と呼ばれることもある）、ほぼ毎度「パパって呼ぶんじゃねえ!」と返している。度々コナンを心配するような言動を見せ、その度にルパンなどに「パパとしては心配?」などとからかわれる。
その後訪れたベルツリータワーでコナンと協力して転落死の危機に瀕していた蘭と園子、エミリオの救助を行う。しかし、エミリオを疎かにしたこととその出過ぎた行動が仇となってボディーガードをクビにされる。
懐にはコナンに関する情報が書かれたメモを所持しており、彼の口癖（「バーロー」や「江戸川コナン、探偵さ」「ボクちょっとトイレー!」など）を追記する姿も描かれ、一部に関しては「いつかパクるか」と呟いた。
石川五ェ門
声 - 浪川大輔
古の大泥棒・石川五ェ門の十三代目。最強の刀「斬鉄剣」を使う居合い抜きの達人。
日本でのアジトを突き止めて訪れた少年探偵団の3人組の対応に追われた後、何の躊躇いもなく睡眠薬入りのお茶を飲んで眠った3人の持ち物検査をしようとするルパンに対して「おなご（歩美）も剥くのか?」と尋ねる。冒頭でルパンを追跡するコナンのターボエンジン付きスケートボードを真っ二つにする（しかも内蔵された防弾カーボンまで真っ二つにした）ほか、羽田空港の旧整備場でアランの部下の銃撃を弾き返したり、アランの部下たちを車両ごと丸裸にするなど、斬鉄剣を用いた戦闘もふんだんに描かれている。
峰不二子
声 - 沢城みゆき
ルパン一味の紅一点で、付かず離れずの存在。時にはルパン達を利用したり、裏切ったりすることも多い。
事件の引き金にもなる一方で、日頃の行いの悪さもあって逆に裏切られたりもしている。怪盗キッドのことは知っており、彼を「キッド様」と呼んだり、その正体を男子高校生と知って強い興味を示し、通っている高校を突き止めようとするなど、怪盗キッドのファンである節を見せ、自分の言うことを聞かないルパンに対し、「キッド様に頼むから」と告げてルパンを嫉妬させた。
また、灰原の事も「シェリーちゃん」と呼んで既に面識があった事が本作で判明し、灰原＝シェリーを通じて黒ずくめの組織と過去に接触していたらしき事も会話で暗示されている。アランと手を組んでルパンにチェリーサファイアを盗ませるが、その後は首に付けられていたチョーカー型の爆弾を介してアランに利用されていたことを知り、爆弾が解除されると同時に彼への世界大戦級の報復に武器を用意する。それと同時進行として、若さへのこだわりから灰原に「若返りの効能を有したAPTX4869の開発」を持ちかけ、コナンの救出に向かうルパンを手助けせざるを得ない状況に乗せる形で了承させた（しかし最後は灰原に裏切られ、「裏切りは女のアクセサリーなんでしょ」と以前に灰原に言った言葉をそのまま返されている）。また同じ理由で前作の終盤から前作後にかけて（戸籍が無いためパスポートを持たないコナンが日本に帰るための）潜水艦の中でコナンの身体を検査しようとしたためコナンは今作の終盤潜水艦に乗って現れた不二子に怯える様子を見せている。
銭形警部
声 - 山寺宏一
ルパン一味を追うICPOの捜査官。ルパン専任捜査官であるため、ルパンに関係する事件なら世界中どこでも捜査権が認められている。
友人である目暮の依頼を受けてルパン捜査の応援に駆け付け、佐藤・高木・白鳥を部下としてルパンやルチアーノの捜査を進める。抜け目のなさだけでなく、ルパンの策による感電で黒焦げにされたり、「金庫室でルパンが銭形警部に化けている」と叫んだルパンの言葉を真に受けた警官たちにもみくちゃにされる、自身の勘で取引現場へ乗り込みルパンを逮捕しようとするも、愛車のブレーキが利かずに沈没してしまうなど、コミカルな姿も描かれている。

#### その他過去作品のゲストキャラクター
本作では、『ルパン三世』の過去のTVシリーズ、劇場版、TVスペシャルでルパン達と関わったゲストキャラクターがモブとして登場。いずれもスター・システムによる台詞無しの出演で、過去の作品と設定が異なる者もいる。
神楽坂飛鳥
TVレポーター兼インターポール捜査官で、忍者集団・風魔一族の末裔の一人。
エミリオのライブ前日に、スタジアムで実況していた女性レポーターとして登場した。
本作以前は、2010年放送のTVスペシャル『ルパン三世 the Last Job』にゲストヒロインとして登場していた。モブとして登場したゲストキャラクターの中で、彼女だけ過去作品で判明した設定が直接描かれている。
劇場版に姿を見せるのは本作が初。
魔毛狂介
タイムマシンを発明した科学者。
ジュリアと共に公園のベンチに座っており、ルパンの顔マスクを付けた犬に懐かれている警察官を見ていた。
原作漫画版に登場しており、アニメでも『TV第1シリーズ』第13話「タイムマシンに気をつけろ!」と2007年放送のTVスペシャル『ルパン三世 霧のエリューシヴ』などに登場して、ルパン達を苦しめていた。劇場版に姿を見せるのは本作が初であるが、過去の作品のいずれかと同一人物かまったくの別人かは不明。モブ扱いなので本作にはタイムマシンも登場しない。
ボロンコ
刑事コロンボの息子。
ベルツリータワーで発砲した次元に対して女性スタッフが身を隠しながら事情を聴いている際、一緒に身を隠している客の1人として姿を見せた。
過去には『TV第2シリーズ』第72話「スケートボード殺人事件」で、ルパン逮捕の任務を受けて登場していた。劇場版に姿を見せるのは本作が初。
ジュリア・ダグラス
アメリカの大財閥の一人娘。両親は、かつて共に大統領選へ出馬した事がある。
魔毛と共に公園のベンチに座っており、ルパンの顔マスクを付けた犬に懐かれている警察官を見ていた。
劇場映画第4作『ルパン三世 くたばれ!ノストラダムス』にゲストヒロイン兼キーパーソンとして登場した。設定的にも来日したとされる描写は本作が初。
ロゼッタ
外見は老婆だが、正体は宇宙人で真の姿は若い女性。
本作では老婆の姿で登場し、商店街でルパンによって買い物カートに乗せられていた。
劇場映画第3作『ルパン三世 バビロンの黄金伝説』でキーパーソンとして登場したが、その時はハレー彗星に併せてしか地球へ来れないはずの宇宙船で故郷の星へ帰ったため、本作のロゼッタが当時と同一人物かどうかは不明。

### 『名探偵コナン』からの登場人物
江戸川コナン
声 - 高山みなみ
『コナン』の主人公。本来の姿は「東の高校生探偵」として名を馳せている工藤新一だが、黒の組織に飲まされた毒薬・APTX4869の副作用で小学生の姿になっている。
ライバルであるキッド（に変装したルパン）を追跡中に五ェ門の斬鉄剣でスケボーを一刀両断されたことでルパンが日本にいることを知り、エミリオの一件を経てFBIの協力を得ながらも一度はルパンの手口を見抜いて追い詰めるが、アランたちに狙撃されそうになったルパンを庇って負傷し、アランたちの人質にされる。前作の終盤、潜水艦の中で不二子がコナンの体を検査しようとした際何かあったらしく、不二子が灰原との電話に割り込んだ時には即座に携帯を切り、潜水艦とともに浮上して来た不二子を見た時も顔を引きつらせていた。縦横無尽な大活躍を見せるが、ルパンたち（特に次元）の言動に翻弄されるシーンも見られ、結局は彼らに助けられて取り逃がしてしまう。蘭が危機に陥っている現場に遭遇して愕然となるが、とっさの判断で次元と共に蘭たちを救う。
毛利蘭
声 - 山崎和佳奈
『コナン』のヒロイン。新一の幼馴染かつガールフレンドで、新一から想いは伝えられているが、まだ返事はできていない。帝丹（ていたん）高校空手部の女主将で、関東大会で優勝するほどの空手の達人。
コナンや園子と共にエミリオに会い、彼に協力する。エミリオがベルツリータワーから落下しそうになった際には、園子による加勢もむなしく彼を助けようとした自分ごと落下しかけるが、コナンと次元の協力によって救出される。
普段はガラケーを使用しているが、本作のみスマホを使用している。
毛利小五郎
声 - 小山力也
蘭の父親で「眠りの小五郎」の異名で有名な私立探偵。コナンの保護者。元警視庁捜査一課強行犯係の刑事。
テレビで見たクラウディアに惚れ込み、彼女に会うために宿泊先のサクラサクホテルを訪れ、脅迫事件を知る。その後、クラウディアに格好良いところを見せようとエミリオのボディーガードを志願し、目暮と共に脅迫事件の捜査を進める。前作でルパンに酷い目に遭わされたことから仕返しを決意していたが、結局は彼らや銭形とは絡むことがなかった。
灰原哀
声 - 林原めぐみ
元黒の組織の一員かつAPTX4869の開発者で、コナンの正体を新一と知る数少ない人物の1人。
不二子に組織時代のコードネームで呼ばれて既に面識があったことや、本来の姿だった当時はハーレーを愛車としていたことが判明する。不二子に現在の素性も知られていたことで、「若返りの効果を持つAPTX4869の開発」を持ちかけられ、その後の状況のために渋々ながら承諾。殴り込みをかける際に、小学1年生並の体格でありながらルパンと不二子を加えた3人乗りの状態で、彼女のハーレーを乗りこなす。不二子から「裏切りは女のアクセサリー」と言われたが、最終的にはその発言をそのまま返す形で仕返しする。
怪盗キッド / 黒羽快斗
声 - 山口勝平
神出鬼没な大怪盗。コナンのライバルで、その正体を新一と知る数少ない人物の1人。
素顔の黒羽快斗として「自分ではない者が化けたキッド」の盗みの現場へ群衆に紛れて現れ、自分以外のキッドがいることを訝しむ。ルパンはキッドの正体を知っているらしいが、不二子が彼のファンであることにかなり妬いていた。
工藤新一
声 - なし
コナンの本来の姿で高校生探偵。
オープニング映像やコナンが思案しながら歩くシーンにシルエットで登場するのみで台詞は無く、本編にも直接登場しない。
服部平次
声 - なし
「西の高校生探偵」として有名で、新一とは「東の工藤・西の服部」と並び称されるライバルであるが、彼の親友でもある。コナンの正体を新一と知る数少ない人物の1人。
エピローグに登場し、銭形と共にルパンの盗みの現場へ乗り込むが、台詞は無い。
阿笠博士
声 - 緒方賢一
コナンの正体を新一と知る数少ない人物の1人で発明家。
少年探偵団の3人組と共にルパン一味のアジト探しに夢中になるほか、探偵団の持ち物を検査したルパンには「ガキンチョにこんなものを持たせるなんて、ろくな大人じゃないな」と評されるなど、コナンや探偵団のサポートメカがルパン一味にも注目されるほどの高性能を誇ることが描かれている一方、大人としては低評価だった。劇場版恒例のダジャレクイズもルパンに関する内容で登場した。ルパン一味のアジト探しに積極的に取り組んだ結果、コナンに手酷く叱られてしまうが、まるで反省していなかった。
鈴木園子
声 - 松井菜桜子
蘭の同級生で親友。鈴木財閥の令嬢で、蘭や新一とは幼馴染でもある。
エミリオに会うために伝手を使い、宿泊先がサクラサクホテルであることを突き止め、蘭たちを誘って訪れる。財閥の令嬢であることを感じさせない気さくでサバサバした性格だが、蘭との友情を大切にしており、本作でもベルツリータワーで蘭とエミリオが落下しそうになっているのを助けようとした際には、「私の親友（蘭）をこんな目に遭わせたあんた（エミリオ）なんかイケメンじゃなくなるくらいひっぱたいてやるんだから!」と泣き叫んでいた。
目暮十三
声 - 茶風林
警視庁刑事部捜査一課強行犯捜査三係の警部。
冒頭でのキッド（ルパン）追跡の一件で謹慎処分になった中森に代わって友人である銭形にルパン捜査の指揮を依頼し、自身は小五郎と共にエミリオの脅迫事件を担当する。なお、銭形に対しては敬語を使っていた。
吉田歩美、小嶋元太、円谷光彦
声 - 岩居由希子（歩美）、高木渉（元太）、大谷育江（光彦）
少年探偵団の3人。
阿笠博士の手を借り、推理と捜査を重ねてルパン三世一味のアジトを発見するが、応対した五ェ門に出された睡眠薬入りのお茶を疑わずに飲んで眠らされ、不二子の手で阿笠博士の自宅へ送り返される。その後、アジトへの経緯を知ったコナンに叱責されて阿笠とともに外出禁止を言い渡されるが、懲りずに高木刑事と共にルパンを追う。
佐藤美和子
声 - 湯屋敦子
警視庁捜査一課の刑事で警部補。格闘技に長けていて洞察力も鋭く、射撃の腕も一流。高木刑事と交際中。
「初恋の人」であるルパンを逮捕するため、真っ先に銭形の部下に志願する。その後、ルパンの心理を読んで一度は追い詰めるも一枚上手な彼の奇策に翻弄され、取り逃がす。しかし、これをきっかけにルパンも銭形も佐藤の実力を認めることとなり、その後は白鳥と共にルチアーノの情報収集を担当する。
本作ではルパンが対銭形用に用意したスタンガンより強力な電撃を喰らってもすぐに起き上がってルパンを追跡するなど、銭形並みにタフな一面を見せた。
高木渉
声 - 高木渉
警視庁捜査一課の刑事で巡査部長。佐藤刑事と両想いの恋愛関係。
佐藤に付き合う形で銭形の部下としてルパンの捜査に当たるが、まもなく彼に捕まって変装に利用されるという失態を犯した責任で捜査から外され、経理業務を押し付けられる。その後、連絡してきた少年探偵団と合流し、場に流される形でアランとルチアーノの取引現場へ乗り込もうとするが、前述の失態によりこの事件の捜査権を一時停止されているため、ゲートで足止めを食らってしまう。その後、ルパンとコナンが乗っているアランの輸送機に撃墜命令が出ていることを知り、 松本清長管理官（本作未登場）に連絡を取って撃墜を阻止するよう奔走した。
ジェイムズ・ブラック、ジョディ・スターリング
声 - 家弓家正（ジェイムズ）、一城みゆ希（ジョディ）
共にアメリカの連邦捜査局(FBI)捜査官で、コナンの協力者。ジョディは以前に表向きは英語教師として、蘭たちの通う帝丹高校に赴任して潜入捜査を行っていたため、コナンたちには本職を明かした後も、「ジョディ先生」と呼ばれている。
コナンの依頼を受けてアランとルチアーノの取引を阻止すると同時に、ルパンを逮捕して日本警察に恩を売ることで黒の組織の捜査を円滑に進めようと案じるが、コナンがルパンを庇って負傷した上にアランとルチアーノの人質にされるという予想外の事態が発生したため、ルパンにコナンの救出を任せることとなる。ジェイムズは「不二子のファンである」と判明し、灰原と共に不二子が現場に現れた際には彼女のスリーサイズを詳細に語っているほか、携帯電話で彼女の写真を撮ったりしている。
白鳥任三郎
声 - 井上和彦
警視庁捜査一課のキャリア組警部。
銭形の部下としてルパンやルチアーノの情報収集を担当する。
終盤では佐藤と共にアランとルチアーノの取引現場へ乗り込むが、佐藤のあまりの過激な行動に同行を後悔していた。
千葉刑事
声 - 千葉一伸
警視庁捜査一課の巡査部長。
不祥事で書類仕事に回された高木を手伝っていたが、彼が少年探偵団と合流しようと席を立ったため、仕事を押し付けられてしまう。
宮本由美
声 - 杉本ゆう
警視庁交通部交通課の婦警で警部補。佐藤刑事とは学生時代からの親友。
警視庁前の路上へ駐車していた銭形の車を駐車違反で取り締まり、レッカーで移動させる。その後、苗子と車を返すために駐車場に向かい、返還命令に不満をこぼす一方、苗子が銭形の車の後部座席に縛られた姿で放置されていた高木を発見した。
三池苗子
声 - 田中理恵
警視庁交通部交通課の婦警で巡査部長。千葉刑事とは帝丹小学校時代から両想いだが、彼への想いは伝えられていない。
由美と一緒に警視庁前の路上へ駐車していた銭形の車を駐車違反で取り締まり、レッカーで移動させる。その後、2人で車を返すために駐車場に向かったが、銭形の車の後部座席に身ぐるみを剥がされたうえで縛られた姿にて放置されていた高木を発見し、おどけていた。
本作のBD/DVDのオーディオコメンタリーにおける亀垣監督のコメントによれば、この由美と苗子を登場させたのは苗子役の田中が銭形役の山寺の妻であるためとのこと。
中森銀三
声 - 石塚運昇
警視庁捜査二課知能犯捜査係の警部。
宿敵である怪盗キッドを捕えるための大がかりな作戦（怪盗キッド捕獲作戦）を月島にて展開したものの、逃走するキッドがルパンの変装による偽者であることには気付かず、捕獲寸前で拳銃（ワルサーP38）を発砲されたことに呆然となる。その後、作戦失敗に伴う混乱とわずか2分という失敗までの最短記録樹立の責任を問われ、謹慎させられる。
大滝悟郎
声 - なし 
大阪府警捜査一課強行犯捜査係の警部。
エピローグに登場し、銭形や平次と共にルパンの盗みの現場へ乗り込むが、台詞は無い。

### 前作（テレビスペシャル版）からの登場人物
キース・ダン・スティンガー
声 - 緑川光
ヴェスパニア王国の伯爵。
ルチアーノに盗まれた「ヴェスパニア鉱石」の奪還についてルパンと話し合う回想シーンに登場する。この時、ルパンから万が一にも鉱石の奪還に失敗した時は日本政府に鉱石の処分を要請するよう頼まれており、ジランバ共和国への説得に奔走して同国が日本政府にアランの輸送機の撃墜要請を出したのと同時に日本政府には今回の事件についての説明を行い、ここで初めて正式に「ヴェスパニア鉱石」の処分（輸送機の撃墜）を要請する。
なお、本作には前作のゲストヒロインであるミラ・ジュリエッタ・ヴェスパランドは登場こそしなかったが、コナンの台詞などで話題には上っており、豪華版の描き下ろしスリーブジャケットデザインの集合写真でキースと共に本作に登場したコナンキャラやエミリオ達と顔合わせしている。また、パンフレットにも関連人物としての解説がある。

### 本作のオリジナルキャラクター
エミリオ・バレッティ（Emilio Baretti）
声 - 入野自由
日本でも人気のイタリア人アイドル歌手。
長い下積み生活を経て人気を得たため、当時からずっと自分を支えてくれたクラウディアのことを一番気遣っている。
ルチアーノの本性を知り、偽の脅迫状を使って取引を止めさせようと画策するが、それでもライブを続けて取引を成功させようとする彼を見て自分がいなければ悪いことは行われないと思い、一度は一般人を装って蘭と園子の協力でサクラサクホテルを脱走する。その後、ベルツリータワーで自分が飛び降りると誤解した蘭に説得されたことで逃げることを止めると共に、コナンの「取引は絶対にさせない」という言葉を信じてライブの続行を決意した。
クラウディア・ベルッチ（Claudia Bellucci）
声 - 夏菜
エミリオのマネージャー。
下積み時代からずっとエミリオを支え続けてきたため、彼のことを人一倍心配している。
ルチアーノの本性を知っているが、ルチアーノなしではエミリオのライブが成り立たないため、逆らえずに仕方なく言いなりとなっている。
アラン・スミシー（Allen Smithy）
声 - 内野聖陽
ジランバ共和国の工作員。名乗りの「アラン・スミシー」は、本来アメリカ映画にて使用されていた架空の映画監督の名義であり、いわゆる偽名であるため、本名は不明。コナンはそのことを指摘した上でアランの本名をルパンに尋ねるが、「いいじゃねえか、アラン・スミシーで」と返されている。
ルチアーノが盗んだ「ヴェスパニア鉱石」を手に入れようとルパンや不二子を利用してチェリーサファイアを手に入れたが、取引現場である羽田空港の旧整備場でルパン一味とコナン、FBI、銭形の妨害に遭って多くの部下が重傷を負わされる。負傷したコナンを隙を見て人質に取ると鉱石を手に入れ、ルチアーノと共に自国の輸送機で逃亡しようとするが、ルチアーノが操縦席に踏み込もうとしたルパンとコナンに向けて発射したガトリングガンの流れ弾によって瀕死状態になっており（パイロットは即死）、コナンの正体は工藤 新一であることを知った後に、眠るように息を引き取った。
ルチアーノ・カルネヴァーレ（Luciano Carnevale）
声 - 金尾哲夫
エミリオの公演を手掛けるプロモーター。
鉱石をキーボードの黒い鍵盤に加工してアランに売ろうとするが、アランからチェリーサファイアを出されると取引を中止させた。その後ルパン一味とコナン、FBI、銭形の妨害に遭った際に、ルパンとコナンを狙ったアランの部下の銃撃による巻き添えによって部下が重傷を負わされる。アランと共に輸送機で逃亡するも、機内に侵入してきたルパンにスパナで殴られて気絶する。しかし程なく目を覚まし、操縦席に踏み込もうとする彼とコナンを殺害しようと機内でガトリングガンを発射するが、その反動で誤って撃ち抜いた窓からキーボードが入ったケースと共に機外へ吸い出され、半ば自滅する形で死亡した。終盤で、その正体は前作の舞台となったヴェスパニアとも関わっていた人物である事が判明する。
名前のモデルは、『ルパン三世 バビロンの黄金伝説』に名前のみで登場した実在のギャングであるラッキー・ルチアーノから。
キング（King）
声 - 三浦知良
ルパンと顔馴染の殺し屋。
ルチアーノに雇われて来日するが、接触してきたルパンに「沖野 ヨーコ（おきの ヨーコ、本作未登場）の生写真と不二子の恥ずかしい写真」と引き換えに手を引くよう頼まれ、条件に応じて日本を去る。
若護茂英心
声 - 松岡文雄
チェリーサファイアの持ち主である資産家の老人。
日本の警察に多大なる信頼を寄せている。
正体は五ェ門の変装で、名前も彼のフルネームのアナグラムである。
キャラクターデザインの原案は『ルパン』TV第1シリーズ第5話「十三代五ェ門登場」に登場した百地三太夫。
ケイン・ゲジダス（Kein Gejidasu）
声 - なし
アランが企てる取引に一枚噛んでいる謎の男。
取引に必要な物をチェリーサファイアであることをアランに要求し、それを盗めるのはルパンだと推薦した張本人。
若護茂同様、正体は次元の変装で、名前も彼のフルネームのアナグラムである。
マスター
声 - 八奈見乗児
キングが来日するたびに利用しているバー「BAR WEAPON」の老マスターで、武器の売人。
銀行支店長
声 - 仲木隆司
東都銀行の支店長。
英心からチェリーサファイアの入った貸金庫の鍵を預かっていた。ルパンの仕掛けたシールを用いた電撃装置で佐藤・銭形と共に感電・気絶してしまう。
警官隊
声 - 私市淳、川津泰彦、松本大、姫野惠二、志村知幸
冒頭でのキッド捕獲作戦と東都銀行のルパン捕獲作戦のシーンに登場。
バーテン
声 - 三戸耕三
サクラサクホテルのバーで働くバーテン。
パイロット
声 - 宮内敦士

フロントレディ
声 - 大原さやか

スタッフ
声 - あらいしずか、大本眞基子
ベルツリータワーの女性スタッフ。エミリオを目撃し、彼にサインを求めた。
エミリオのファン
声 - 皆瀬まりか、小澤千里、北川里奈

## 登場する武器・乗り物
前作で活躍の場があまり見られなかった、いわゆる『ルパン』お馴染みの乗り物や武器が本作では数多く登場している。

### 乗り物
アルファロメオ・グランスポルト・クアトロルオーテ
本作でもルパンの愛車となる。なお、本作でのボディカラーは白となりリアにキャリアが装着されている。また、カットによってはフロントウインドウの形状やエンブレム、フロントバンパー、スペアタイヤ類が6C1750グランスポルトに近いディテールで描かれている。終盤でアランの銃撃によって破壊された。
ターボエンジン付きスケートボード
阿笠博士がコナンのために作ってくれた発明品。昼間はソーラーパネルで充電ができ、夜でも数時間は使用できる。本作の冒頭では本作オリジナルとしてボディに防弾カーボンを内蔵した防弾仕様の赤色のモデル（サーフボードのような水上走行の機能を搭載したもので、タイヤを自由自在に収納できる機能もある）で登場するが、五ェ門の斬鉄剣によって真っ二つに切断された。それ以降、『コナン』本編に登場する青色のモデルを使用してアランとルチアーノの取引現場に向かう。
フォルクスワーゲン・タイプ1（ビートル）
阿笠博士の愛車。少年探偵団と高木刑事を乗せて取引現場に向かう。
アンフィニRX-7
佐藤刑事の愛車。白鳥警部の調査で東都スタジアムの秘密地下通路の存在を知った佐藤刑事がこの車で突入し、監視カメラに映らないまま会場外に出られることを確認した。その後、白鳥警部を乗せて羽田空港に向かうとそのまま滑走路内に進入し、滑走中のアランの輸送機が離陸する前に体当たりしてでも止めようとするが間に合わず、不二子のUZIとクリス ヴェクターによる銃撃で大破したうえ、ハーレーダビットソンのジャンプ台にされる。
日産・ブルーバード
銭形警部の愛車で、インターポールから支給されたもの。警視庁前に止めていたところを違法駐車と見なされ、宮本由美と三池苗子の婦警コンビに持って行かれてしまう。その後、アランとルチアーノの取引現場へ本車に乗って現れた銭形はルパンを逮捕しようとするが、ハンヴィーへの体当たりでブレーキが故障したため、本車は東京湾に飛び込むという形で沈没してしまう。
メルセデス・ベンツ W212
アランが移動に使っていた車。取引現場から離脱する際、輸送機にこの車ごと乗り込んだ。終盤で輸送機が旋回した時に、衝撃でこの車がコナンを挟んで下敷きにして身動きが取れなくなってしまうが、上昇と遊泳下降をコナンがルパンに指示したことで解放された。
トヨタ・ヴェルファイア
アランに人質として囚われていた（と見せかけていた）不二子が乗せられていた車。解放された時に不二子に譲渡される。不二子がアランへの仕返しのために「お友達」へのお願いをして回る際、この車で移動した。その後はルパンのアジトに来て武器を積み込み、ついでに眠らされた少年探偵団を阿笠博士の家まで送ると、代わりに灰原を連れ去っていった。
ハーレーダビッドソン
不二子と灰原の愛車。灰原とともにこれに乗って、アランとルチアーノの取引現場に登場する。灰原がハンドル、不二子がギアを担当した。
ハンヴィー
アメリカで開発された多目的軍用車両でアランの部下が機関銃付きを使用。輸送機に積まれておりルパンとコナンたちを攻撃したが、1台は五ェ門に斬鉄剣で細切れにされ、もう1台は銭形のブルーバードの体当たりで横転させられた。
輸送機
アランが隊長として率いるジランバ共和国の工作員部隊が運用する形式不明の双発ジェット輸送機。操縦室の後ろに客室、その先に貨物室がある。機体後部にローディングランプを装備し、車輌の乗降が容易となっている。チャフ/フレアディスペンサーを装備し、F-15Jが最初に発射したスパローを回避した。
F-15J
マクドネル・ダグラス社（現ボーイング社）が開発したF-15戦闘機を三菱重工業が中心となってライセンス生産した航空自衛隊の主力戦闘機。終盤、ヴェスパニア王国とジランバ共和国から要請された日本政府の命令でヴェスパニア鉱石を処分するため、ルパンとコナンが乗っているアランの輸送機を撃墜するべく2機が出撃する。なおノベライズ版では百里基地と無線を取っている。武装としてはAIM-7の他、AM-10と呼ばれる架空の空対空ミサイルを搭載する。
トヨタ・プリウス
東都スタジアムの駐車場に停車していた。RX-7が出てきたときだけの一瞬だが、監視カメラの映像にも映っていた。
屋形船
キッド（に変装したルパン）が逃走に使用。ルパン一味によって改造されているため高速航行が可能で、提灯型の爆弾も搭載されている。中にはルパンの愛車が格納されており、大破したと同時に愛車に乗り換えた。
警視庁特殊車輌
冒頭で行われた中森警部の怪盗キッド捕獲作戦のために用意された大型車輌。トレーラーのパネルが展開し、中から上下左右に可動する強力なジェット送風機が出てくる。本作戦では計4両が出動し、ハンググライダーを使って逃走するキッドの飛行経路に合わせられる2基の送風機がキッドを月島川まで吹き飛ばした。
クレーン車
送風機で吹き飛ばしたキッドを捕らえる為、月島川の水面下に4台がかりで網を仕掛けていた。その内の1両が操縦席にキッド（に変装したルパン）のワルサーP38による銃撃を受ける。
高速艇
警視庁が運用する船舶。逃走する屋形船を追跡しようとするが、怪盗キッド捕獲作戦で用意されていたクレーン車4両による網に行く手を遮られる。
モニター車
東都スタジアム内の監視カメラの映像をハッキング・監視するために用意された、モニターを多数搭載した車輌。佐藤刑事と白鳥警部が会場内を監視していた。映像の録画機能もある。車輌の外観はTV中継車。
潜水艦
前作から引き続き登場した国籍不明の潜水艦で、艦影はタイフーン型原子力潜水艦の船体にオハイオ級原子力潜水艦の艦橋を載せたような形状の架空艦。艦長もしくは乗組員が不二子の「お友達」のようで、墜落した輸送機から脱出してゴムボートで漂流中のルパンとコナンを回収するため、浮上してきた。その際は不二子の他、次元と五ェ門、灰原も同乗していた。

### 武器
ワルサーP38
ドイツの銃器メーカーであるワルサー社が開発した自動式拳銃。ルパンの愛用品。刻印は「P38」ではなく「1233」になっている。キッド変装時に発砲。その後、終盤でコナンと互いに銃を構えて対峙した。
S&W M19 コンバット・マグナム
アメリカの銃器メーカーであるスミス&ウェッソン社が開発した回転式拳銃。通称「コンバットマグナム」。次元の愛用品で、中盤のベルツリータワーでの救助の際は展望台の強化ガラスにマグナム弾を12発発砲し、コナンが通れるほどの穴を開けた。
FN ブローニングM1910
アメリカの銃器設計家であるジョン・ブローニングが設計し、ベルギーのファブリックナショナル社が製造した自動式拳銃。不二子の愛用品で、アランを裏切る際に突きつけた。
UZI（サブマシンガン）
イスラエルのイスラエル・ミリタリー・インダストリーズ社が開発・製造した短機関銃。『ルパン三世 カリオストロの城』などに登場した。不二子が左手に持ってクリス ヴェクターとともに使用するほか、アランの部下も使用する。
クリス ヴェクター
TDI社（現：クリス USA社）とアメリカ陸軍ピカティニー造兵廠が共同開発中のサブマシンガン。不二子が右手に持ってUZIとともに使用し、佐藤刑事の車に発砲した。
RPG-7
旧ソ連で開発・世界各地で生産された携帯型対戦車ロケットランチャー。不二子がアランの輸送機に対して使おうとする。しかし灰原に説得されて発射せず放棄し、UZIとクリス ヴェクターに持ち変えた。
デリンジャー
護身用や暗殺に用いられることの多い、手のひらサイズの小型拳銃。OPにて不二子が携行する。
グロック17
オーストリアのグロック社が開発・製造する拳銃。コナンが取引現場の混乱の中で拾い（位置的にルチアーノの部下が所持していたと思われる）、ルパンと互いに銃を構えて対峙した。
FN Five-seveN
ベルギーのFNハースタル社が開発・製造する拳銃。アランとその部下が所持。アランが人質にしたコナンに突きつけた。
IMI タボールAR21
イスラエルのIMI社が開発・IWI社が製造する自動小銃。アランの部下がCTAR-21（コンパクト・タボール）という型を所持。アランがこの銃でルパンの愛車を蜂の巣にした。
H&K MP5
ドイツのH&K社が開発・製造するサブマシンガン。ルパンとアランの取引現場でアランの部下が所持。
コルト M1911
アメリカのコルト・ファイヤーアームズ（コルト）社が開発した軍用自動拳銃。アランの部下が所持。旧式の、スコープの様な大型レーザーポインターを付けていた。取引現場でルパンを狙うがレーザー光でコナンに察知されコナンはルパンを庇って銃撃を受けた。なお銭形警部の愛銃でもあるが、本作では使用していない。
ニューナンブM60
日本警察の主力拳銃。劇中に登場する制服警察官に加え、佐藤刑事と高木刑事も所持していたが発砲はなかった。
S&W M10
アメリカの銃器メーカーであるスミス&ウェッソン社が開発した回転式拳銃。ジョディ・スターリングが所持。銃身長3インチのブルバレルで通称「FBIスペシャル」。
M134ミニガン
ゼネラル・エレクトリック社製の口径7.62mmのガトリング銃。ルチアーノがルパンとコナンを殺害しようと飛行中のアランの輸送機内で発砲した。
ブローニングM2重機関銃
ジョン・ブローニングが第一次世界大戦末期に開発し、今もなお世界中の軍隊で使用されている重機関銃。アランの部下が使用するハンヴィーに搭載されていた。
ガス筒発射器
冒頭にて、キッド（に変装したルパン）が侵入したビルに突入した機動隊員が装備している。
M24
レミントン・アームズ社が、レミントンM700をベースに開発したボルトアクションライフル。ルパン襲来に備え、東都銀行の警備に当たる警察の狙撃班が装備。
地対空ミサイル
東都銀行警備の際、建物脇に配置されたレイピア地対空ミサイルに似た架空のミサイル。ルパンはヘリで逃亡することが多いので、長年の経験からそれを見越した銭形警部が手配した。
AM-10
F-15J戦闘機が使用する架空の短射程空対空ミサイル。ミサイル先端のシーカーの形状からカメラを搭載していることが解り、光波ホーミング誘導方式が取られていると思われる。ルパンとコナンが乗るアランの輸送機に発射されるが、ヴェスパニア鉱石の影響で命中こそしたものの爆発せず、機体にぶつかった衝撃で粉々になった。
AIM-7 スパロー
航空自衛隊のF-15J戦闘機が使用するレイセオン社製中距離空対空ミサイル。上記のAM-10と共に搭載しており、ルパンとコナンたちが乗るアランの輸送機に1発が発射される。しかし、輸送機からの迎撃チャフにより迎撃される。
ビリビリシール
ルパンが考案・作成した銀色のシール。ルパン曰く「スタンガンより強力」らしい。ルパンが東都銀行の金庫室から脱出する際に使用した。

## 設定

### 過去作の関連描写
ルパン三世VS名探偵コナン
本作は、2009年に金曜ロードSHOW!の枠で放送された物の続編的要素が多い。
チェリーサファイアはルパンがヴェスパニア鉱石を宝石状に加工して作ったものであり、アランとルチアーノの取引に使われる。サクラサクホテルがエミリオの宿泊先として登場しているほか、羽田空港も登場している。また、終盤には不二子の「お友達」が所有する潜水艦も登場している。
ルパン三世
不二子や灰原の「裏切りは女のアクセサリー」とは、かつてルパンが不二子の裏切りを許す時に使った台詞。
名探偵コナン（テレビアニメ版）
佐藤刑事の携帯電話の待ち受け画面は、テレビアニメ版（原作付き）で登場したシーンを使用。
名探偵コナン 14番目の標的
羽田空港でルパンとコナンが銃を構えながら対峙する場面での「ハワイの射撃場でみっちり仕込まれている」というコナンの台詞は、劇場版初期によく見られた「ハワイで親父に〜」と同じ意味である。
名探偵コナン 銀翼の奇術師
劇中に登場した釣り人が、ルパンに宝石を返される民間人として登場している。
名探偵コナン 紺碧の棺
本作で語られた「佐藤刑事の初恋の相手がルパン」という台詞は、この作品で判明していた。また、当作冒頭に登場する2人組の強盗はそれぞれルパン、不二子のお面を被っており、高木刑事もルパン、不二子の名前を出している。
名探偵コナン 11人目のストライカー
ルチアーノの「東都スタジアムの改修工事も急がせた」という台詞は、この作品で犯人に爆破されたことを指す。
名探偵コナン 絶海の探偵
小五郎がクラウディアに差し出す金色の名刺は、（本作の半年前に公開された）この作品で初登場したもの。本作以降、テレビアニメ版や劇場版などに度々登場する。また、終盤で輸送機からパラシュートを用いて脱出したルパンがコナンに「次は海自のお出ましなんだろ？」と言ったことから、ルパンはこの作品で描かれた一連の事件も知っていることが示唆されている。

### 新設定
コナンの読唇術
コナンが犯人追跡メガネの望遠機能を使って白鳥警部の話す内容を理解するシーンがあるが、原作などの過去作では見られなかったことである。
灰原の愛車
灰原が宮野志保の姿だった当時（不二子曰く「シェリーちゃん時代」）に乗り回していたバイクは不二子と同じく、ハーレーダビッドソンであったことが判明。
ジェイムズ・ブラックは不二子ファン
FBIのジェイムズに不二子のファンだという設定が追加され、ジェイムズは彼女のスリーサイズまで知っている。
なお、不二子のスリーサイズは、既に原作者のモンキー・パンチとアニメの作画の際に用いられている設定であるが、作中で言及されるのは本作が初である。

## スタッフ
- 原作 - モンキー・パンチ、青山剛昌
- 監督・メカ総作画監督 - 亀垣一
- 脚本 - 前川淳
- 絵コンテ - 亀垣一、青山剛昌[注 37]
- 演出 - 西澤晋、大庭秀昭、菱川直樹
- キャラクターデザイン・総作画監督 - 平山智、須藤昌朋
- メカニカルデザイン - 佐野隆史、小田康裕
- 作画監督 - 八崎健二、清水義治、牟田清司、岩佐裕子、ふくだのりゆき、石川真理子、石川慎亮、芳尾英明、和田卓也
- メカ・エフェクト作画監督 - 田中誠輝、小田裕康
- 作画監督補佐 - 高鉾誠、小松真梨子、大澤正典
- 美術監修 - 石垣努
- 美術監督 - 佐藤勝
- 色彩設計 - 海鋒重信
- 撮影監督 - 野口龍生
- 編集 - 岡田輝満
- 音響監督 - 浦上靖夫
- 音響監督助手 - 浦上慶子
- 音響効果 - 倉橋静男、長谷川卓也、山谷尚人、西佐和子
- 音楽 - 大野雄二、大野克夫
- 製作 - 城朋子、都築伸一郎、小石川伸哉、岡村秀樹、大田圭二、斎藤裕、柏木登
- エグゼクティブプロデューサー - 奥田誠治、久保雅一、藤門浩之、吉田力雄
- 企画・プロデュース - 中谷敏夫、諏訪道彦、浅井認、小島哲
- プロデューサー - 伊藤卓哉、岩佐直樹、米倉功人、山川剛史
- アニメーション制作 - TMS/だぶるいーぐる
- 製作 - 「ルパン三世VS名探偵コナン THE MOVIE」製作委員会（日本テレビ放送網、小学館、読売テレビ放送、トムス・エンタテインメント、東宝、小学館集英社プロダクション、バップ/札幌テレビ放送、宮城テレビ放送、静岡第一テレビ、中京テレビ放送、広島テレビ放送、福岡放送）
- 協力 - セブン-イレブン・ジャパン
- 配給 - 東宝

## メインテーマ

### オープニング
「THEME FROM LUPIN III ～2013 WITH CONAN ver.」
作曲 - 大野雄二
「コナンイントロデュース」
作曲 - 大野克夫

### エンディング
「THEME FROM LUPIN III ～2013 WITH CONAN ENDING ver.」
作曲 - 大野雄二
「名探偵コナン メイン・テーマ (ルパン三世VS名探偵コナン ヴァージョン)」
作曲 - 大野克夫

## 劇中歌
「wonderland」
作詞・作曲 - Ko-ta、Ko-hey 編曲・歌 - 99RadioService

## プロモーション
2013年4月20日に『絶海の探偵』の本編上映終了後、劇場版『コナン』の次作の特報とともに10秒程度のルパンとコナンのスペシャル映像が流れ、本作の公開が舞台挨拶で正式に発表された。翌日の『コナン』のテレビアニメ放送時にも、スペシャル映像が公開された。
2013年6月29日・30日には次世代ワールドホビーフェア'13 Summerの少年サンデーブースにおいて、特報第1弾が先行公開された。
2013年8月から特報第1弾の劇場公開・テレビ放映、特製VS（ヴァーサス）クリアファイルの特典付き前売り券第1弾の先着10万名限定販売、特製うちわやチラシの配布、ルパン三世のコスチュームを身に着けた江戸川コナンの劇場訪問やテレビ出演など、公開に先駆けて早い段階から積極的な宣伝活動が行われた。
2013年9月8日には、京都国際マンガ・アニメフェア2013の日本テレビブースにおいて、『ルパン』担当である中谷敏夫と『コナン』担当の諏訪道彦の両プロデューサーによる本作のトークイベントが行われた。
2013年9月17日にはゲスト声優が発表され、本作オリジナルの登場人物であるアラン・スミシー役に『ルパン』世代代表として俳優の内野聖陽、クラウディア役に『コナン』世代代表として女優の夏菜がそれぞれ起用された。また、同日には日本テレビ系列の情報バラエティ番組『ZIP!』とニュース番組『news every.』でゲスト声優へのインタビューが放送されたほか、20日にはシネマトゥデイにて予告編が先行公開された。そして、21日にはYouTube・東宝公式チャンネルにて特報第1弾・特報第2弾・予告編が公開され、本作の公式サイトのリニューアルも行われた。なお、こちらの予告編では特典付き前売り券第1弾・第2弾の告知もされている。
2013年10月12日から、特典付き前売り券第2弾である「ルパンからの秘密のメッセージ入り・奇跡のコラボファイル」付き前売り券が先着5万名限定で販売された。さらに同日から、『大泥棒vs名探偵!お宝奪還ナゾトキキャンペーン』が開催された。ルパンから出題された5つの謎解きを行い、本作の限定アイテムを抽選で入手するというもので、キャンペーン期間は2014年1月5日18時までとなっていた。
2013年10月以降は企業とのタイアップ・キャンペーンが数多く行われ、エクソンモービルグループのセルフサービスステーションであるエクスプレス、明治の冷凍食品、森永乳業のプリン、シダックス・コミュニティーのカラオケレストラン、第一屋製パン、セブン-イレブンにて、それぞれで開催された。また、セブン-イレブンとのキャンペーン・タイアップでは新規アニメーションを起用したテレビCMが制作・放送された。
2013年11月7日にはゲスト声優の第2弾が発表され、本作オリジナルの登場人物として、ルパンと因縁のある殺し屋であるキング役に『名探偵コナン 11人目のストライカー』以来2度目のアニメ映画出演となる三浦知良が起用されることが明らかとなった。また、同日には99RadioServiceと本作オリジナル登場人物のエミリオ・バレッティ役である入野自由による劇中歌「wonderland」の制作および本作への提供が発表された。
2013年11月14日には本作の完成披露試写会が行われた。『ルパン』・『コナン』両作のメインキャスト、本作のゲスト声優である内野聖陽と夏菜が登壇し、日本テレビアナウンサーの桝太一の司会による舞台挨拶を行った。また、『ルパン』原作者のモンキー・パンチと『コナン』原作者の青山剛昌も登壇した。
2013年11月15日にはNNSのアナウンサー9名（桝太一、徳島えりか、松原江里佳、鈴木沙喜代、秋元啓二、佐藤和輝、川田裕美、森拓磨、財津ひろみ）の出演が発表され、公式サイトの更新が行われた。
2013年11月30日から2014年2月14日まで、京都・東映太秦映画村で本作の企画展『ルパン三世・名探偵コナンの世界展』が開催された。東映傘下である映画村にて東宝配給の本作が特集されるという、異例の企画である。ライバル同士と言われた2社のタッグは東映側からの提案から始まり、東宝側が快諾した。
2013年12月からはテレビ初公開である本作の本編映像を使用したテレビCM「アクション篇」・「コメディ篇」が放送された。また、同年12月5日からは本作の公開記念特番『奇跡の対決SP』が日本テレビ系列各局で放送された。また、12月31日に放送された『ダウンタウンのガキの使いやあらへんで!! 大晦日年越しSP 絶対に笑ってはいけない地球防衛軍24時』の放送時には同番組のレギュラー陣同様、コナンにルパンが「アウト」を宣告されてしまうというCMが放送された。
公開前日である2013年12月6日には、『金曜ロードSHOW!』にて前作の2度目の再放送が行われた。また、CS局（アニマックス、キッズステーション、日テレプラス）でも2013年11月頃から本作の公開を記念した特別放送枠で過去の『ルパン』の劇場版・テレビスペシャル版、『コナン』のスペシャル版・劇場版の放送を行っている。

## 興行成績
2013年12月7日から全国329スクリーンで公開され、オープニング2日間で観客動員数53万9132人、興行収入6億4,983万5,000円を記録し、映画観客動員ランキング（興行通信社調べ）で初登場第1位となった。同時に、ぴあの調査による初日満足度ランキングにおいても満足度93.7を獲得して第1位となった。
公開第2週目の週末も観客動員数40万8,717人、興行収入4億7,317万2,850円を記録して観客動員ランキング第1位となり、2週連続の首位を獲得。公開から9日間で動員数120万人を突破した。
公開第6週目の1月7日には累計動員数300万人、興行収入36億3,650万850円に到達し、劇場版『コナン』シリーズの最高興収記録（『絶海の探偵』の36億3,000万円、後に『異次元の狙撃手』が記録を更新）を上回った。
公開第7週目には興行収入が40億786万900円となり、『ルパン』、『コナン』の両作品を通じて初の40億円突破を達成し、最終興行収入は42億6,000万円を記録した。

## 受賞
- 第37回日本アカデミー賞
  - 優秀アニメーション作品賞[4]

## テレビ放送
| 回数 | 番組名（放送枠名） | 放送形態 | 放送日         | 放送時間      | 放送分数 | 平均世帯 視聴率 | 備考 |
| ---- | ------------------ | -------- | -------------- | ------------- | -------- | --------------- | --- |
| 1    | 金曜ロードSHOW!    |          | 2015年1月30日  | 21:00 - 22:54 | 114分    | 14.9%           | 本編を枠内に収めるための再編集が施された。 CM内ではコナンとキッドによる本作に絡めた新録ナレーション付きの『名探偵コナン 業火の向日葵』の予告が流された。 |
| ２   | 金曜ロードSHOW!    |          | 2016年10月7日  | 21:00 - 22:54 | 114分    | 10.3%           | 『ルパン三世』の放送開始45周年を記念した「3週連続ルパン祭り」の第1弾として放送された。 2015年1月30日分と同じく、再編集されている。                       |
| ３   | 金曜ロードSHOW!    |          | 2019年11月22日 | 21:00 - 22:54 | 114分    | 11.2%           | 2019年12月6日に『ルパン三世 THE FIRST』が公開されるのを記念した「ルパン祭り2019」の第1弾として放送された。                                               |
| 4    | 日曜ロードショー   |          | 2025年8月3日   | 20:40 - 22:49 | 129分    |                 | BS日テレで放送。完全ノーカット版。 |

- 視聴率はビデオリサーチ調べ、関東地区・世帯・リアルタイム。

## 関連商品
本作とのタイアップとして、セガプライズによるルパンのコスチュームを身に着けたコナンのプレミアムフィギュア、キーチェーン・マスコット、ビッグブランケット、そしてバンプレストによる主要キャラクターのワールドコレクタブルフィギュア、怪盗キッドのコスチュームを身にまとったルパンのプライズフィギュアの販売が決定された。
また、本作の公開記念として、2013年9月24日発売の小学館・少年サンデーS10月1日増刊号から「名探偵コナン 特別編」の作画を担当している阿部ゆたか/丸伝次郎による前作のコミカライズ版が連載開始され、3号連続の掲載となり、11月18日には単行本の販売も決定した。
前作と同様に、公開記念としてメモリアルカレッジリングが製作され、2013年11月15日から受注生産での販売が決定した（前作では放送終了後の視聴者プレゼントのみ）。ルパンをイメージした赤い石、ルビーシンセティックを施した「ルパンver.」、コナンをイメージした青い石、ブルーサファイア（シンセティック）を施した「コナンver.」と2種類あり、リングの腕にはルパン、コナンがそれぞれ彫り込まれ、劇場公開年月日がメモリアルとして刻まれている。製作は2008年よりルパン関連のアクセサリーを作り続けているマジェスフィッセンによる。
2013年12月4日には大野雄二・大野克夫による本作のオリジナル・サウンドトラック（CD2枚組）が販売、12月5日には本作の小説版の販売が決定した。

### Blu-ray/DVD
小学館よりBlu-ray DiscとDVDが発売。バップが販売。
- Blu-ray
  - ルパン三世vs名探偵コナン THE MOVIE　品番：VPXV-75132　発売日：2014年6月4日
- DVD
  - ルパン三世vs名探偵コナン THE MOVIE 通常版　品番：VPBV-15647　発売日：2014年6月4日
  - ルパン三世vs名探偵コナン THE MOVIE 豪華版　品番：VPBV-15646　発売日：2014年6月4日

BD版およびDVD豪華版には、本編ディスクに亀垣一監督、ルパン・コナン各プロデューサーによるオーディオコメンタリー、特報・劇場予告編を収録し、「映画公開記念!「ルパン三世VS名探偵コナン THE MOVIE」奇跡の対決SP」を収録した特典DVDとポストカード3枚（ルパン・コナン、峰不二子、沖野ヨーコ）を封入するほか、登場人物たちが東都ベルツリータワーの前に勢揃いして記念写真を撮ったという体裁の描き下ろしスリーブケースが付属している。DVD通常版には本編および特報・劇場予告編を収録。